# Svitlana Matevusjeva
Svitlana Matevusjeva, född den 11 juli 1981 i Sevastopol i Sovjetunionen, är en ukrainsk seglare.
Hon tog OS-silver i yngling i samband med de olympiska seglingstävlingarna 2004 i Aten.